# 特里同
崔萊頓（希臘語：Τρίτων）是希腊神话中海之信使，又譯為托利頓、特里同、特立頓、川頓、崔頓。海王波塞頓和海后安菲特里忒的儿子。他一般被表现为一个人鱼的形象，上半身是人型但带着一条鱼的尾巴。
就像父亲一样，他也带着三叉戟，不过他特有的附属物是一个海螺壳，用来当作号角以扬起海浪。当他用力吹响这只海螺的时候，就像一只凶猛的野兽所发出的咆哮，连具有神力的巨人都为之动容。

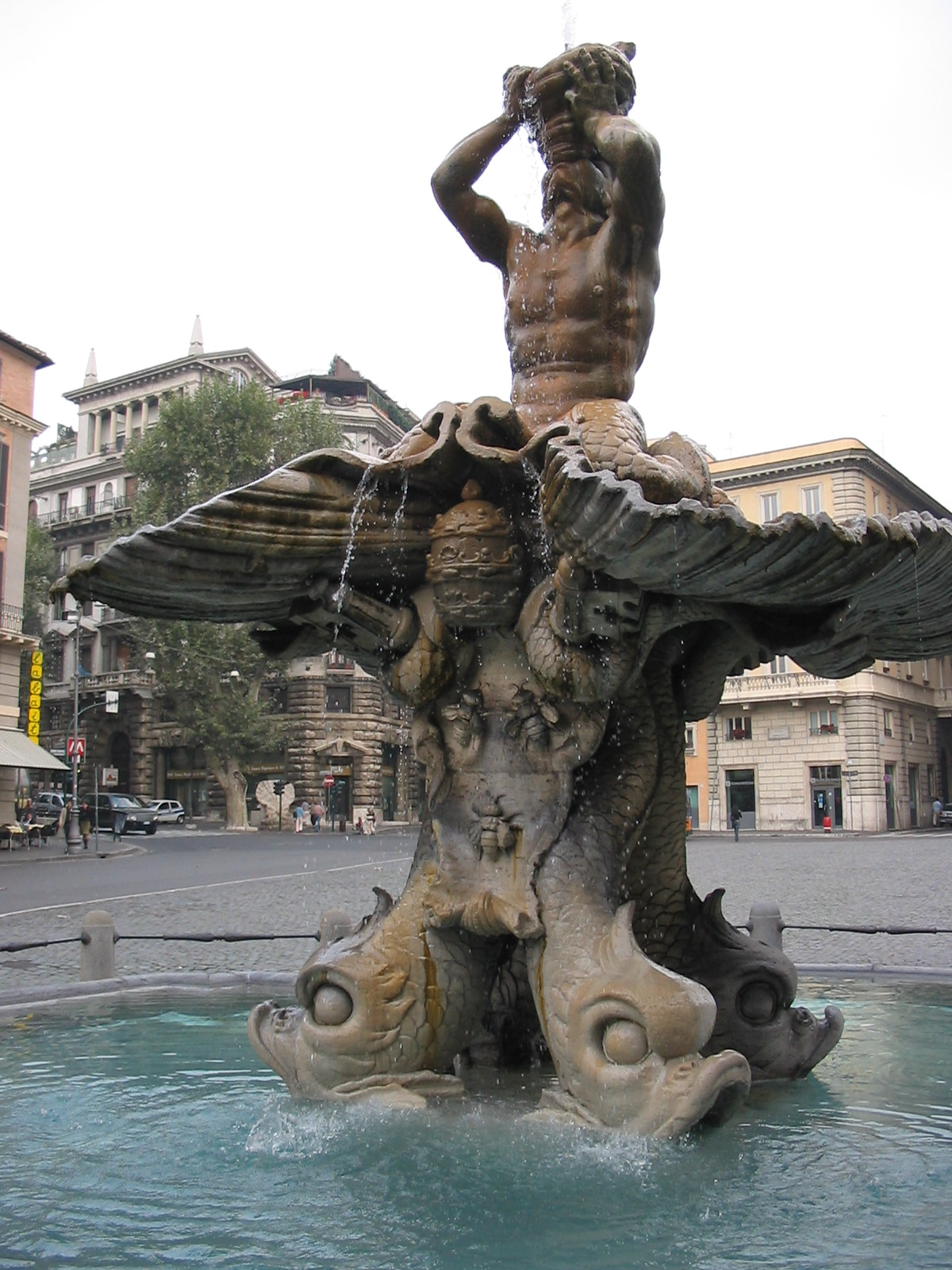
特里同喷泉 (1642–3), 吉安·洛伦佐·贝尼尼, 罗马

根据赫西俄德的《神谱》，崔萊頓和他的父母住在大海深处的金殿内；而阿尔戈英雄记中他居住在利比亚的海边，当阿尔戈号驶上小叙尔特斯（Lesser Syrtes）的海岸后，船员们将船带到崔萊托尼斯湖（Tritonis），当地的神祇崔萊頓指引他们驶入地中海。
崔萊頓还出现在罗马神话和传说中，在《埃涅伊德》中，亞尼斯的号手米瑟努斯（Misenus）向崔萊頓挑战，后者将这个狂妄的人扔下大海。在迪士尼動畫小美人魚中為主角艾麗兒的父親川頓國王
随着时间流逝，崔萊頓的名字和形象开始被联系到一族或男或女的人鱼生物“崔萊頓斯”（Tritons），他们通常组成海神的护卫队。地理学家保萨尼亚斯对崔萊頓斯有详细的描写（ix.21）。特里同的一个变种，“肯陶洛斯—崔萊頓”（Centauro-Triton）或者叫Ichthyocentaur（意为“半人马鱼”），被描绘为具有马的前腿、人的身体以及鱼的尾巴。可能崔萊頓这一形象来自腓尼基鱼形的神祇。
海王星最大的卫星海卫一叫做“崔萊頓”。